# Karamanlı (district)
Karamanlı is een Turks district in de provincie Burdur en telt 7.821 inwoners (2007). Het district heeft een oppervlakte van 368,2 km². Hoofdplaats is Karamanlı.
De bevolkingsontwikkeling van het district is weergegeven in onderstaande tabel.
| 1997  | 2000  | 2007  |
| ----- | ----- | ----- |
| 8.681 | 8.152 | 7.821 |